# Evil May Day

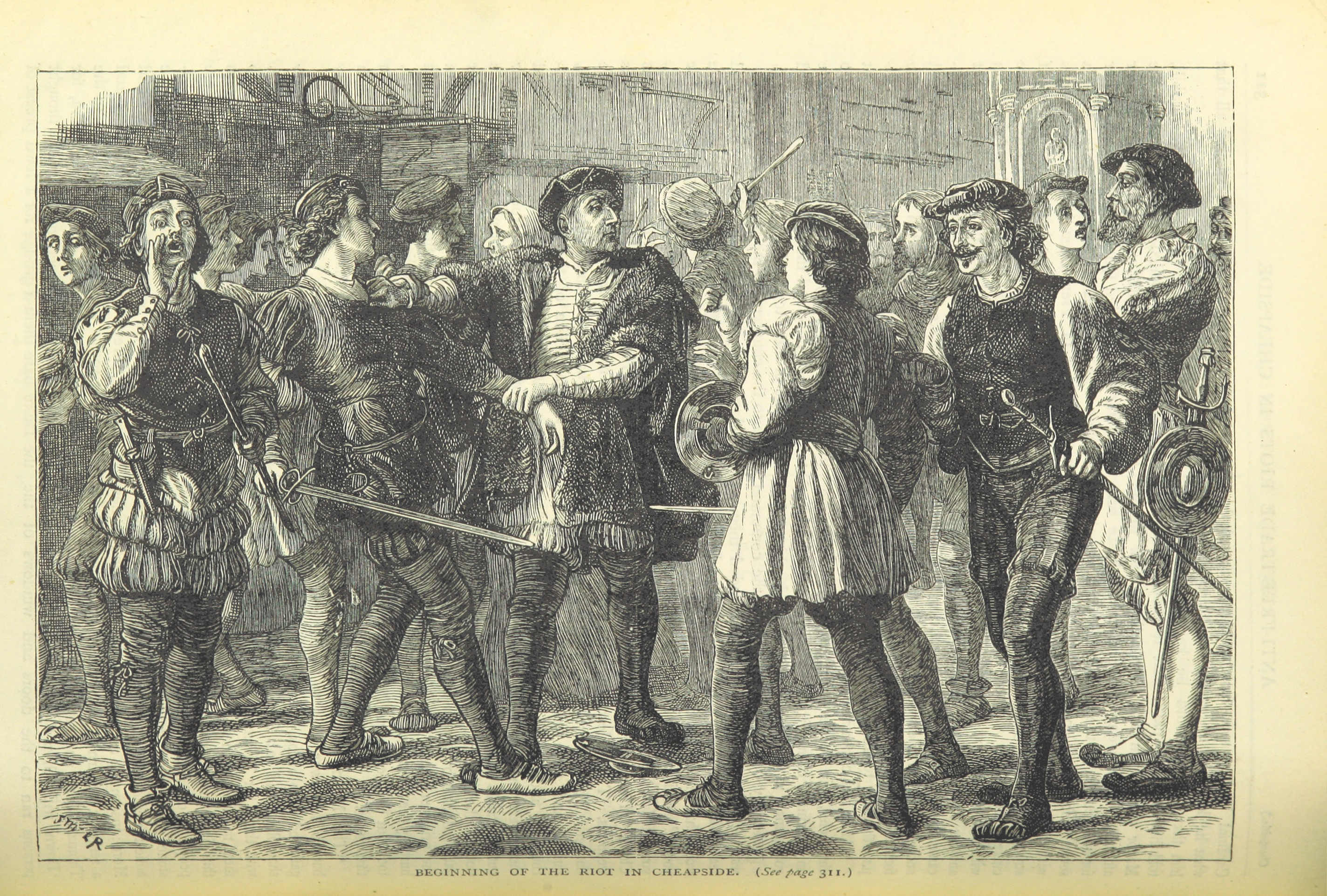
Début de l'émeute à Cheapside.

L'Evil May Day, ou Ill May Day, est une émeute xénophobe qui a eu lieu en 1517 en signe de protestation contre les immigrants (appelés « étrangers ») vivant à Londres. Les apprentis ont attaqué des résidents étrangers allant des « cordonniers flamands » aux « courtisans royaux français ». Certains des émeutiers ont ensuite été pendus bien que le roi Henri VIII ait accordé une grâce pour le reste à la suite des plaidoiries publiques de sa femme, Catherine d'Aragon.

## Causes

### Démographie de Londres à la période Tudor
Au début du règne du roi Henri VIII, les Londoniens en vinrent à ressentir la présence d'immigrants (appelés « étrangers ») arrivant du continent, en particulier les travailleurs flamands immigrés et les riches marchands et banquiers étrangers de la Lombard Street. À l'époque, seulement 2 % environ de la population de Londres, qui comptait environ 50 000 habitants, est né à l'étranger.

### Rôle du«DrBell»
Selon le chroniqueur Édouard Hall, quinze jours avant l'émeute, un discours xénophobe incendiaire est prononcé le mardi de Pâques par un prédicateur connu sous le nom de « Dr Bell » à St Paul's Cross à l'instigation de John Lincoln, un courtier. Bell accuse les immigrants de voler des emplois aux travailleurs anglais et de « manger le pain de pauvres enfants orphelins. » Bell appelle tous « les Anglais à se ressaisir, à se défendre, à blesser, et enterrer les étrangers pour le bien commun »,. Au cours des deux semaines suivantes, il y a eu des attaques sporadiques contre des étrangers et des rumeurs ont abondé selon lesquelles « le 1er mai prochain, la ville se rebellerait et tuerait tous les étrangers. »

### Préparatifs gouvernementaux
Le bourgmestre et les alderman, craignant d'éventuels troubles, annoncent le 30 avril à 20 h 30 un couvre-feu à 21 heures cette nuit-là. John Mundy, un alderman local, traversant Cheapside en rentrant chez lui cette nuit-là, a vu un groupe de jeunes hommes après le couvre-feu. Mundy a ordonné aux hommes de rentrer chez eux, ce à quoi l'un d'eux a répondu : « Pourquoi ? » Mundy répond : « Tu sauras » et a saisi son bras pour l'arrêter. Les amis de l'homme l'ont défendu et Mundy s'est enfui car se sentant « en grand danger ».

### Émeute

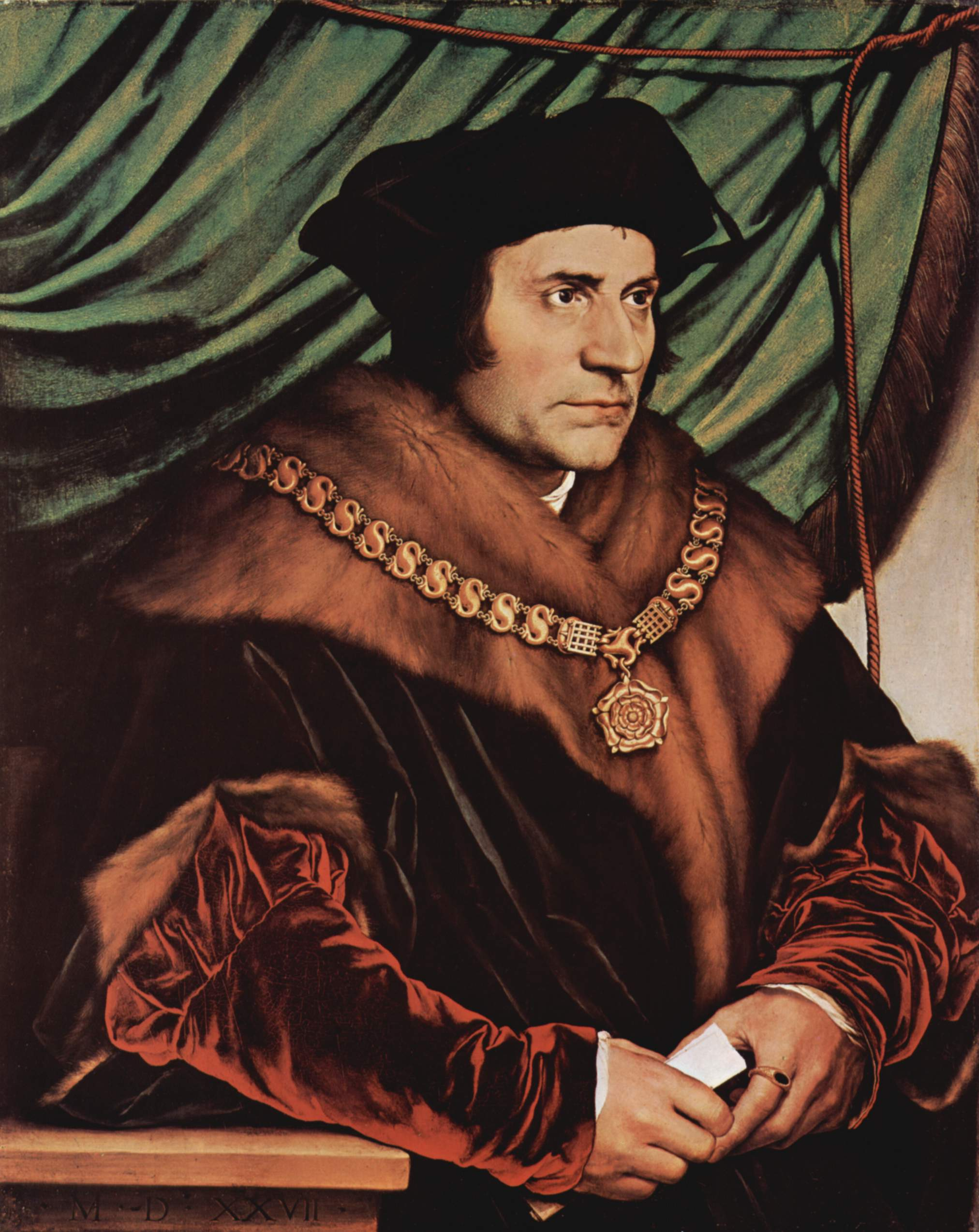
Thomas More, alors sous-shérif de Londres, faisait partie des responsables de la ville qui ont tenté d'arrêter l'émeute en vain.

En quelques heures, environ un millier de jeunes apprentis masculins se rassemblent à Cheapside. La foule libère plusieurs prisonniers qui avaient été enfermés pour avoir attaqué des étrangers et se rend à St Martin's Le Grand, une liberty au nord de la cathédrale St Paul où vit de nombreux étrangers. Ils y sont accueillis par le shérif adjoint de Londres, Thomas More, qui tente en vain de les persuader de retourner chez eux. Mais à peine More les a-t-il calmés, les habitants de St Martin ont commencé à lancer des pierres, des briques, des bâtons et de l'eau bouillante depuis leurs fenêtres, une partie est tombée sur un fonctionnaire qui a crié : « Je ne suis pas d'accord ! »[réf. nécessaire]
Cette réaction sème la panique dans la foule qui pille les maisons des étrangers dans le quartier et ailleurs dans la ville. Le duc de Norfolk entre dans la ville avec son armée privée de 1 300 vassaux pour réprimer les émeutes. À 15 heures, l'émeute se calment et 300 personnes arrêtées sont relâchées. Cependant, 13 des émeutiers sont reconnus coupables de trahison et exécutés le 4 mai, et John Lincoln est exécuté trois jours plus tard. Ce récit de Hall est reflété par une lettre au doge vénitien écrite cinq jours après l'émeute. Alors que la foule se déchaîne, Sir Richard Cholmeley, le lieutenant de la Tour de Londres, ordonne furieusement de tirer sur la ville avec une partie de l'artillerie de la tour, suscitant la colère des édiles.
Dans d'autres versions, les émeutiers ferment les portes de la ville pour empêcher le renforcement de la garde du roi, puis prennent temporairement le contrôle de la ville. Le roi Henri est réveillé au milieu de la nuit dans sa résidence de Richmond et est informé du chaos qui s'ensuit dans la capitale. Puis les forces sous le commandement du duc de Norfolk (ou du comte de Shrewsbury et du duc de Suffolk) et de son fils le comte de Surrey arrivent enfin dans la ville et font des prisonniers. Selon le récit de Hall, seuls onze des quelque 400 émeutiers sont des femmes.

### Conséquences
Le 5 mai, plus de 5 000 soldats se trouvent à Londres. Lors de l'entretien entre les prisonniers et le roi Henri à Westminster Hall, la noblesse se met à genoux pour demander pardon aux prisonniers. Henry annonce le pardon après que sa femme, Catherine d'Aragon, ait fait appel devant lui pour épargner la vie des rebelles pour le bien de leurs femmes et de leurs enfants. À cela, les prisonniers « ont pris les licols de leur cou et ont dansé et chanté. » Le Dr Brodie Waddell de l'université de Londres a résumé les émeutes en disant que, malgré le fait que « les cordonniers flamands avaient peu de choses en commun avec les courtisans royaux français », les immigrants riches et ouvriers « ont souffert à cause de l'émeute ».